# Gonthier
Gonthier ist ein männlicher Vorname und Familienname.

## Herkunft und Bedeutung
Gonthier ist die französische Form des germanischen Personennamens Gundahar, von dem sich auch die deutschen Namen Günther und Gunther herleiten.

## Bekannte Namensträger

### Vorname
- Gonthier de Baignaux oder Gonthier de Bagneaux, Bischof von Le Mans 1368–1385, dann Erzbischof von Sens in 1385

### Familienname
- Alain Gonthier (Bischof) (vor 1318–nach 1333), französischer Geistlicher, Bischof von Saint-Malo (1318–1333)
- Alain Gonthier (Architekt) (* 1948), Schweizer Architekt
- Dominique Ceslas-Gonthier (1853–1917), kanadischer Theologe, Schriftsteller und Professor
- Regina Gonthier (* 1949), Schweizer Architektin
- Stéphane Gonthier (* 1972), französischer Skeletonsportler